# Mayer Crags
I Mayer Crags (in lingua inglese: spuntoni di roccia di Crags) formano un aspro massiccio montuoso antartico a forma di V, lungo 19 km, sormontato da aguzzi picchi o spuntoni rocciosi, e situato sul fianco occidentale della bocca del Ghiacciaio Liv, nel punto in cui il ghiacciaio entra nella Barriera di Ross. Fanno parte dei Monti della Regina Maud, in Antartide,   
La denominazione è stata assegnata dall'Advisory Committee on Antarctic Names (US-ACAN) in onore del tenente Robert V. Mayer, della U.S. Navy, pilota degli aerei Lockheed C-130 Hercules nel corso di quattro stagioni in Antartide e comandante di aereo durante il volo di evacuazione di metà inverno antartico del 26 giugno 1964.
La vetta più elevata dei Mayer Crags è il Monte Koob.